# ألفرد هايز (كاتب سيناريو)
ألفرد هايز (بالإنجليزية: Alfred Hayes)‏ (و. 1911 – 1985 م) هو كاتب سيناريو، وروائي، وشاعر، وكاتب من المملكة المتحدة، والمملكة المتحدة لبريطانيا العظمى وأيرلندا، ولد في لندن، توفي في شيرمان أوكس، عن عمر يناهز 74 عاماً.

## وصلات خارجية
- ألفرد هايز على موقع IMDb (الإنجليزية)
- ألفرد هايز على موقع ألو سيني (الفرنسية)
- ألفرد هايز على موقع ميوزك برينز (الإنجليزية)
- ألفرد هايز على موقع أول موفي (الإنجليزية)
- ألفرد هايز على موقع قاعدة بيانات برودواي على الإنترنت (الإنجليزية)
- ألفرد هايز على موقع قاعدة بيانات الأفلام السويدية (السويدية)
- ألفرد هايز على موقع ديسكوغز (الإنجليزية)
- ألفرد هايز على موقع قاعدة بيانات الفيلم (الإنجليزية)
- ألفرد هايز على موقع كينوبويسك (الروسية)